# Сен-Жермен-л'Осерруа
Сен-Жермен-л'Осерруа (фр. L'église Saint-Germain-l'Auxerrois) — церква в центрі Парижа, розташована на Луврській площі зі східного боку від Лувру.

## Назва
Церква отримала назву на честь католицького святого Германа Осерського, одного з найшанованіших у Франції святих. Будувалася і перебудовувалася з XII століття. У часи, коли Лувр був королівським палацом, слугувала парафіяльною церквою для династії Валуа. Дзвіниця церкви є єдиним об'єктом, що зберігся з XII століття.

## Розташування
Церква розташована неподалік від відомої колонади палацу Лувр і помітно контрастує з нею своїми вертикалями. Неподалік розташовані станції паризького метро «Новий міст» (Pont Neuf) та Лувр-Ріволі (Louvre-Rivoli).

## Історія побудування
На цьому місті існувала невелика церква доби раннього середньовіччя, котру зруйнували у 885—886 рр. під час облоги Парижа вікінгами. Залишки церкви були упорядковані в XI столітті. До романського стилю належать підмурки й нижні яруси кам'яної дзвіниці, збереженої донині. Верхівка дзвіниці вибудувана у 1754 році. Були упорядковані також західний фасад церкви у більш спокійних формах та хор і каплиця Богородиці.
Церква Сен-Жермен-л'Осерруа мимоволі пов'язана з низкою політичних та історичних подій. Церковний набат, що дав сигнал для початку масових убивств протестантів католиками Франції у Варфоломіївську ніч 23 серпня 1572 року, був підтриманий і дзвонарями церкви Сен-Жермен. Дзвін з назвою Марі, створений ще 1527 року, збережений донині.
20 лютого 1662 року в церкві відбулося шлюбне вінчання французького актора й драматурга Мольєра.
В роки французької революції 1789—1793 рр. декор і начиння церкви були поруйновані, парафія розігнана, а споруду почали використовувати як склад, частину віддали під поліцейський заклад, а частину використовували як завод з виготовлення селітри.
Католицька церква Франції отримала споруду наново лише 1802 року, коли трагічні події революції вщухли й розпочався період наполеонівських військових авантюр та політичного загравання з церквою нової військової еліти.

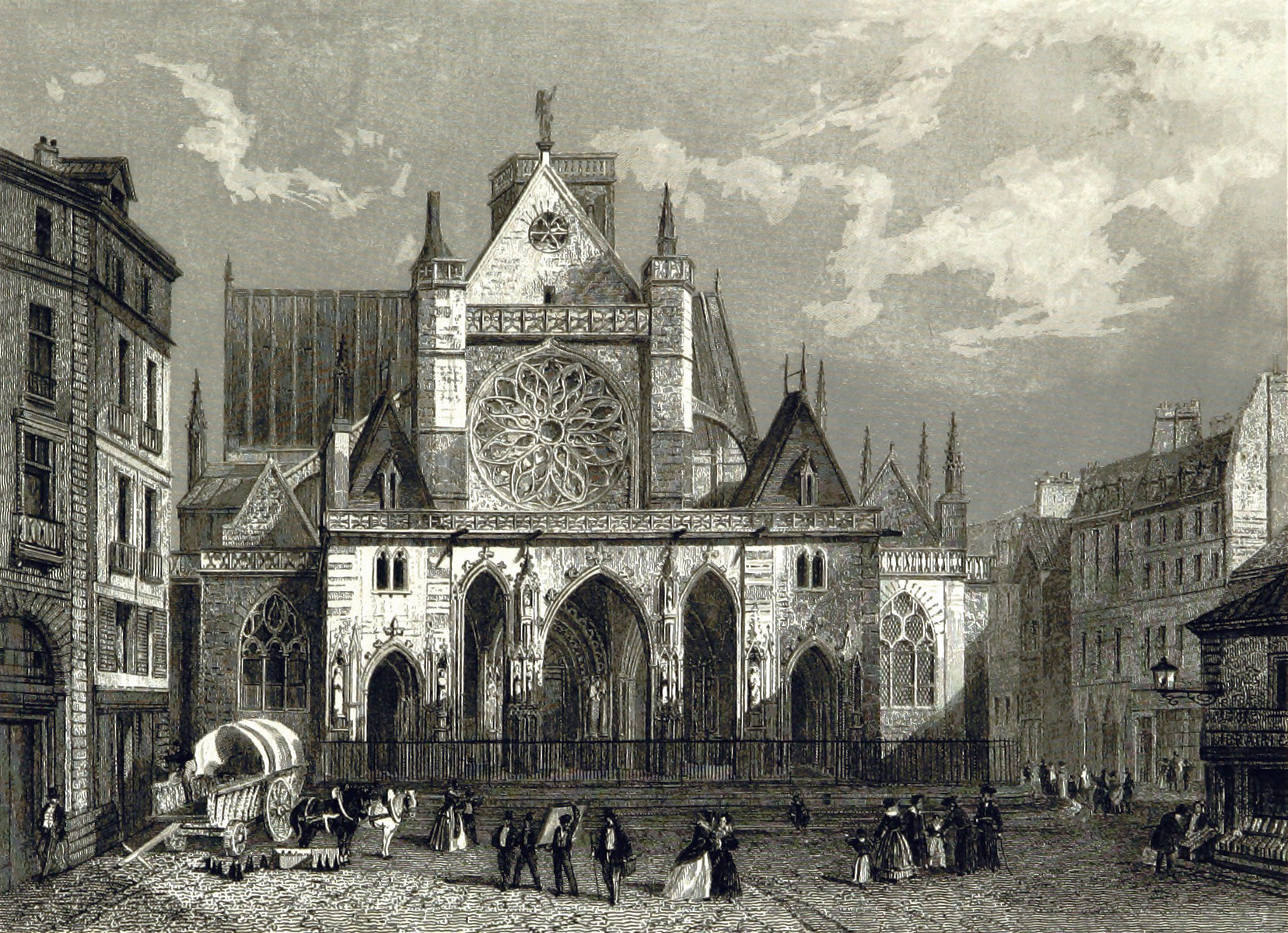
Фасади відновленої церкви на 1846 рік

14 лютого 1831 року в церкві відбулась панахида з приводу одинадцятих роковин убивства герцога Беррі. Парижани з республіканськими поглядами сприйняли урочистості й панахиду як політичну провокацію і штурмували споруду. Антимонархічне повстання 1831 року закінчилося погромом споруди, церква була поруйнована й не функціонувала декілька років. Почалися дискусії щодо долі руїн. Серед запропонованих рішень були як її повна руйнація для створення нової площі, так і повне відновлення історичної споруди. Чергове відновлення монархії у Франції (Липнева монархія) сприяло прийняттю монархічним урядом плану з відновлення історичної церкви. План її відновлення за кошт монархії реалізували Жан-Батіст-Антуан Лассу та архітектор-реставратор середньовічних споруд Ежен Віолле-ле-Дюк. Споруду церкви в історичній стилістиці відновили до 1840 року.

## Реконструкція Парижа
Під час Другої імперії (1852—1871 рр.) королівський двір і його радники розпочали масштабну реконструкцію Парижа. Мета — зробити вулиці столиці прострільними на велику відстань під час нових повстань чи революцій. Водночас реконструкція передбачала створення парадних фасадів вздовж нових бульварів і вулиць. Реконструкція проводилась під орудою барона Османа (1809—1891).
Монархіст за переконаннями, барон Осман мав широкі повноваження і перебудував низку населених кварталів столиці: поруйнував безліч старих (в тому числі середньовічних) будинків і проклав багато бульварів, що пізніше здобули популярність у містян. Ні про яке збереження вартісних і художньо значущих архітектурних споруд не йшлося. Уряд не мав надій на бунтівних парижан і надалі. Ці реформи змусили робітниче населення Парижа переселитися в дальні передмістя подалі від центру столиці.
Але під час руйнації кварталів були й винятки. Одним з них і стала стара церква Сен-Жермен-л'Осерруа. Протестант за віросповіданням, барон Осман не хотів заплямувати власний політичний авторитет руйнацією католицької церкви, що була парафіяльною для королівських родин в минулому. Він відхилив усі пропозиції щодо руйнації старої церкви Сен-Жермен-л'Осерруа, навіть коли це запропонували родина нового монарха і його радники. Загалом під керівництвом Османа було реорганізовано близько 60 % нерухомості Парижа. Але стару церкву Сен-Жермен-л'Осерруа не зачепили.

## Церква і ратуша 1-го району Парижа

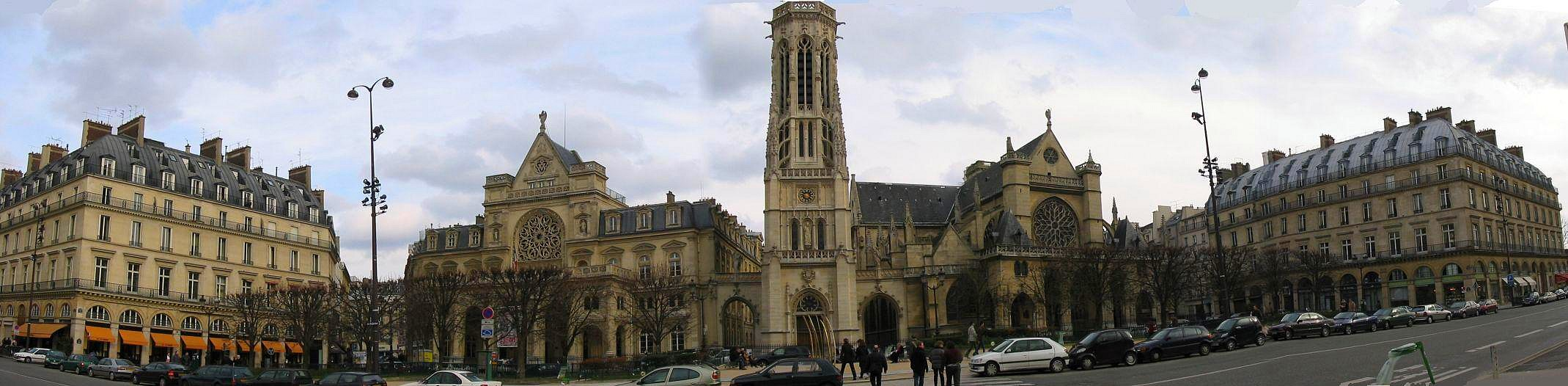
Ратуша 1-го району Парижа(ліворуч) та церква Сен-Жермен (праворуч від дзвіниці), фото 2004 року.

Стару церкву Сен-Жермен-л'Осерруа не лише не зачепили. Її вбудували в новий ансамбль, котрий створили на площі в поширеній тоді стилістиці неоготика. Ансамблеві вимоги й гра з історичними стилями зробили можливим відтворення однакових, практично тотожних фасадів, котрі вибудували як для церкви, так і для новітньої тоді ратуші. Автор проєкту — Жак Хітторф (1792—1867), німець за походженням. В той же будівельний період, що тривав у 1858—1863 роках, архітектор Теодор Баллю вибудував кам'яний паркан з двома брамами. Вбудована в кам'яний паркан дзвіниця за історичними джерелами таким чином посіла місце головної вертикалі ансамблю, підозріло симетричного і нетипового для споруд старої готики XII—XXIV ст.
Наявним було й нівелювання споруди історичної церкви-пам'ятки, що отримала тотожний фасад однакової висоти зі світським закладом, котрим була сусідня ратуша.

## Пам'ятка— світова спадщина ЮНЕСКО
Квартал церкви Сен-Жермен-л'Осерруа, у складі об'єкту «Береги Сени у Парижі» (англ. Paris, Banks of the Seine), 1991 року був включений до Списку об'єктів світової спадщини ЮНЕСКО.

## У мистецтві
- Клод Моне написав картину, що зображує церкву Сен-Жермен-л'Осерруа у 1867 році з балкона Лувру[1], нині картина зберігається в Національній галереї Берліна.